# Vacaria
Vacaria – miasto w południowej Brazylii, w stanie Rio Grande do Sul, leżące w regionie Serra Gaúcha, założone 22 października 1850 roku.

## Atrakcje turystyczne
- Catedral Nossa Senhora da Oliveira
- Museu Público Municipal
- Parque das Cachoeiras
- Rio Pelotas

## Sport
W mieście ma siedzibę klub piłkarski GE Glória.